# Großer Höllkogel
Großer Höllkogel je s nadmořskou výškou 1862 metrů nejvyšší horou alpského pohoří Höllengebirge. Je populárním výletním cílem, kvůli vynikajícím výhledům na jezera Mondsee a Attersee a na okolní pohoří - Totes Gebirge, Dachstein, Berchtesgadenské Alpy a celé Alpské podhůří.
Na severním úpatí, necelý kilometr od vrcholu, stojí chata Rieder Hütte rakouského alpského spolku.

## Přístup
Na Höllkogel se dá vystoupit z různých směrů:
- od chaty Rieder Hütte, doba chůze asi 45 minut
- od horní stanice stanice lanovky na Feuerkogel, doba chůze 2-3 hodiny
- z údolí řeky Traun přes Vordere Spitzalm, doba chůze asi 5 hodin (téměř 1500 metrů převýšení!)

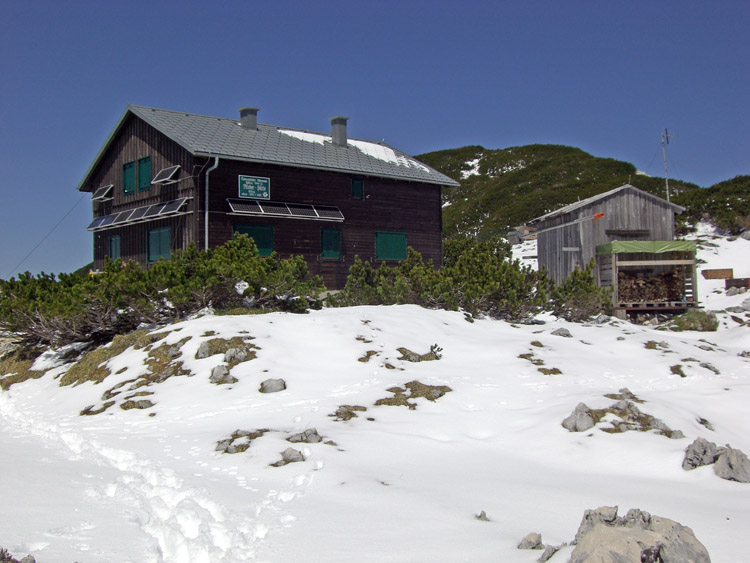
Chata Rieder Hütte